# Hyperaeschrella taiwana
Hyperaeschrella taiwana är en fjärilsart som beskrevs av Nobukatsu Marumo 1920. Hyperaeschrella taiwana ingår i släktet Hyperaeschrella och familjen tandspinnare. Inga underarter finns listade i Catalogue of Life.